# Nenad Đorđević
Nenad Đorđević (Kirin Serbia: Ненад Ђорђевић; sinh ngày 7 tháng 8 năm 1979) là một cựu cầu thủ bóng đá Serbia thi đấu ở vị trí hậu vệ. Anh hiện là huấn luyện viên đội U-17 Kalmar FF.
Ở cấp độ đội tuyển, Đorđević khoác áo Đội tuyển bóng đá quốc gia Serbia và Montenegro tại Giải vô địch bóng đá thế giới 2006.

## Thống kê sự nghiệp
| Đội tuyển SCG | Đội tuyển SCG | Đội tuyển SCG |
| Năm           | Trận          | Bàn           |
| ------------- | ------------- | ------------- |
| 2002          | 2             | 0             |
| 2003          | 6             | 0             |
| 2004          | 3             | 0             |
| 2005          | 3             | 1             |
| 2006          | 3             | 0             |
| Tổng cộng     | 17            | 1             |